# Lopheros rubens
Lopheros rubens är en skalbaggsart som först beskrevs av Leonard Gyllenhaal 1817.  Lopheros rubens ingår i släktet Lopheros, och familjen rödvingebaggar. Enligt den finländska rödlistan är arten sårbar i Finland. Enligt den svenska rödlistan är arten starkt hotad i Sverige. Arten förekommer i Svealand. Arten har tidigare förekommit i Götaland, Nedre Norrland och Övre Norrland men är numera lokalt utdöd. Artens livsmiljö är moskogar.